# Atomorpha maior
Atomorpha maior är en fjärilsart som beskrevs av Abel Dufrane. Atomorpha maior ingår i släktet Atomorpha och familjen mätare. Inga underarter finns listade i Catalogue of Life.